# 甲州市市民バス
甲州市民バス（こうしゅうしみんバス）は山梨県甲州市が運行するコミュニティバスである。

## 概要
合併前の塩山市・勝沼町・大和村の3市町村とも独自のコミュニティバスを運行しており、いずれも甲州市に引き継がれている。多くの路線で民間事業者（栄和交通や山梨交通など）に運行を委託している。運賃形態は運賃固定制（1乗車につき300円）を基本としているが、大菩薩峠登山口線は区間ごとの運賃を合算する方式となっている。また、窪平・西沢渓谷線と塩山高校線は距離変動制である。
2011年（平成23年）11月1日より予約乗合型「甲州市デマンドバス」の運行に伴い、一部路線が運行を休止している。

## 路線
路線名の後ろに（Y）マークのある路線は山梨交通に委託されている。なお、（Y）マークのある路線ではPASMOなどの交通系ICカードが2015年（平成27年）12月7日から使用できるようになった。
太字の区間は自由乗降区間となっている。
甲州市（塩山・勝沼・大和）縦断線（Y）
- 塩山駅南口 - 甲州市役所 - 勝沼病院 - 共和 - 笹子峠入口 - 日影上 - 甲斐大和駅 - 舟郷橋 - 竜門峡入口 - 天目（栖雲寺）[注 1]

大菩薩峠登山口線（Y）
- 塩山市民病院 - 塩山駅南口 - 千野駐在所 - 千野橋上 - 二子山入口 - 大菩薩の湯[注 2] - 大菩薩峠登山口 - 柳沢峠 - 落合[注 3]

二本木経由大菩薩の湯線（Y）
- 塩山市民病院 → 塩山駅南口 - 大藤小学校 - JA神金支所 - 二本木 - 大菩薩峠登山口 - 大菩薩の湯

玉宮線（Y）
- 塩山市民病院 - 塩山駅南口 - 千野駐在所 - 岩下 - JA玉宮支所 - 玉宮

下柚木線（Y）
- 塩山駅南口 - 塩山市民病院 - 上塩後団地 - JA前 - 小屋敷 -上藤木 - 窪 - 下柚木

勝沼地域 ぶどうコース
- 塩山市民病院 - 健康福祉センター - 勝沼病院 - 図書館・文化館 - 勝沼ぶどう郷駅 - 中原 - ぶどうの丘 - 勝沼病院 - 健康福祉センター - 塩山市民病院 → 塩山駅南口[注 4][注 5]

勝沼地域 ワインコース
- 塩山市民病院 - 健康福祉センター - 図書館・文化館 - 勝沼病院 - 大善寺 - 勝沼ぶどう郷駅 - ぶどうの丘 - 健康福祉センター - 塩山市民病院 → 塩山駅南口[注 4][注 5]

窪平・西沢渓谷線（Y）
- 塩山駅南口 - 追手先 - 恵林寺 -窪平 - 乾徳山登山口 - 西沢渓谷入口[注 7]

塩山高校線（Y）
- 塩山駅南口 - 追手先 - 塩山高校

## 過去の路線
路線名の後ろに（K）マークのある路線は甲州タクシーに、（E）マークのある路線は栄和交通にそれぞれ委託されていた。
奥野田線
- 塩山駅南口 - 下於曽東 - 塩山市民病院 - 塩山警察署 - 奥野田小学校 - 雨敬橋西詰 - 塩山駅南口[注 4]

塩後線（K）
- 塩山駅南口 - 市役所 - 上西 - 上塩後団地 - 甲州市民文化会館 - 塩山市民病院 - 塩山駅南口[注 4]

松里線（K）
- 塩山駅南口 - 市役所 - 小屋敷 - 塩山体育館 - 上藤木 - 窪 - 上平 - 上藤木 - 塩山体育館[注 8] - 小屋敷 - 白髭神社 - 上西 - 塩山駅北口 - 塩山市民病院 - 塩山駅南口[注 4]

上記3路線は「甲州市デマンドバス」の運行開始に伴い、2011年11月1日より運行休止。
大菩薩上日川峠線（E）
- 甲斐大和駅 - やまと天目山温泉 - 奥日川渓谷 - 大菩薩湖入口 - 上日川峠

2011年より栄和交通の路線バスとして運行。